# Kafr al-Labad
Kafr al-Labad – wieś w Palestynie, w muhafazie Tulkarm. Według danych Palestyńskiego Centralnego Biura Statystycznego w 2016 roku liczyło 4779 mieszkańców.